# Gaza
Pour les articles homonymes, voir Gaza (homonymie).
Ne doit pas être confondu avec la Bande de Gaza.
Gaza (en arabe : غَزَّة, Ġazza [/[ˈɣazza]]) est la principale ville de la bande de Gaza. Elle est parfois appelée « ville de Gaza » pour la distinguer du territoire auquel elle donne son nom.
Habitée depuis l'Antiquité, Gaza connaît un essor au temps des Cananéens au XVe siècle av. J.-C., puis différentes ethnies s'y sont succédé. Après avoir été placée sous l'autorité civile et militaire de l'Autorité palestinienne dès l'application des accords de Jéricho et Gaza de 1994 avec Israël, elle est depuis juin 2007 la ville la plus importante sous l'autorité du Hamas.
La ville est presque entièrement détruite par l'armée israélienne lors de la guerre dans la bande de Gaza commencée en octobre 2023, victime d'un siège, de bombardements et d'une invasion.
Avant la guerre, la ville de Gaza comptait près de 700 000 habitants tandis que la population totale de la bande de Gaza dépasse 2 100 000 personnes,, dont environ un tiers vivaient dans des camps de réfugiés palestiniens, un autre tiers étant constitué des réfugiés vivant en dehors des camps. Ses habitants sont les Gazaouis.

## Étymologie
Le nom de Gaza découle de la racine cananéenne Ġazzā, la « forte » ou « forteresse ».

## Histoire
Gaza est attestée au XVe siècle av J.-C au temps des Cananéens. La ville fait alors partie de l'Égypte. Depuis, différentes ethnies s'y sont succédé, la ville étant régulièrement assiégée et prise.
| Appartenances historiques Philistins -1190 - -734 Assyrie -734 - -604 Empire néo-babylonien -604 - -601 XXVIe dynastie égyptienne -601 - -598 Empire néo-babylonien -598 - -525 Empire perse (Achéménides) -525 - -332 Royaume de Macédoine -332 - -314 Royaume lagide -314 - -198 Royaume séleucide -198 - -145 Hasmonéens -145 - -97 Royaume de Judée -97 - -63 République romaine (Syrie (province romaine)) -63 - -27 Empire romain (Syrie (province romaine)) -27 - 395 Empire romain d'Orient 395 - 637 Califat Rashidun 637 - 1149 Royaume franc de Jérusalem 1149 - 1187 Ayyoubides (Saladin) 1187 - 1260 Baharites (Mamelouks) 1260 - 1516 Province ottomane d'Égypte 1516 - novembre 1917 Territoires ennemis occupés novembre 1917 - septembre 1923 Palestine mandataire septembre 1923 - mai 1948 Égypte mai 1948 - novembre 1956 Israël novembre 1956 - mars 1957 Égypte mars 1957 - 10 juin 1967 Israël (Territoires palestiniens occupés) 10 juin 1967 - septembre 2005 État de Palestine septembre 2005 - présent |

### Antiquité

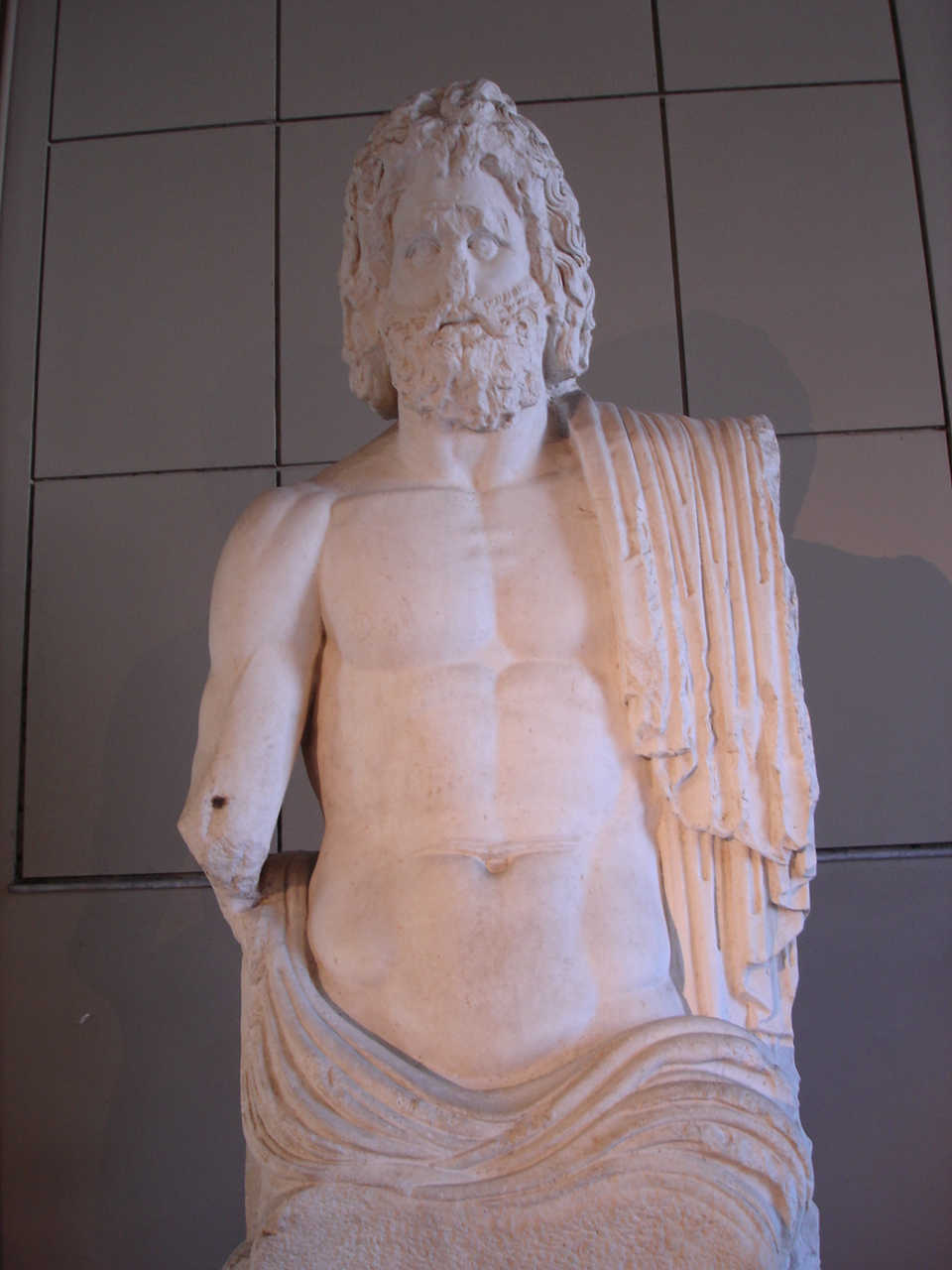
Statue de Zeus datant du IIe siècle, trouvée à Gaza.

La première référence à la ville de Gaza remonte au règne du pharaon égyptien Thoutmôsis III (mort en 1425 av. J.-C.). La ville est également citée dans les lettres d'Amarna (sous la XVIIIe dynastie égyptienne). Son intérêt principal réside dans sa position stratégique sur la route côtière reliant l'Égypte et la Syrie. C'est alors un marché important et un poste avancé égyptien faisant partie du « Chemin d'Horus » (série de forteresses réparties entre Tcharou et Gaza).
Dans les années 1190 avant J.-C., les Philistins, un des peuples de la mer (originaires de Crète selon une tradition biblique) s'installent sur la côte sud cananéenne (de Gaza à Jaffa), après avoir attaqué l'Égypte. Les Philistins laisseront leur nom bien plus tard à l'ensemble du territoire, que les Romains appelleront « Palestine ». La ville philistine d'environ 80 ha, murée, est construite sur une colline à 45 m d'altitude, à 2,4 km de la mer Méditerranée. Gaza est mentionnée dans la Bible hébraïque comme l'une des villes principales des Philistins en guerre contre Israël : c'est là que le juge Samson est capturé et qu'il meurt en faisant s'écrouler un temple philistin.

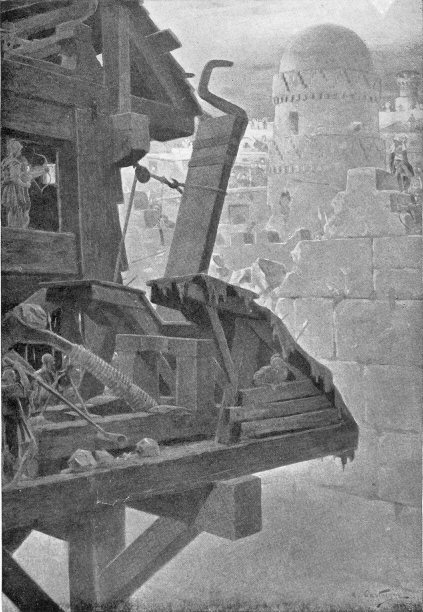
Le siège de Gaza en -332

En 525 av. J.-C., la cité est conquise par Cambyse II, grand roi achéménide de l'Empire perse, pour servir de tête de pont à toutes ses campagnes vers l'Égypte. La ville est prise en 332 av. J.-C. par le Macédonien Alexandre le Grand à l'issue d'un siège. Les habitants sont massacrés ou réduits en esclavage.

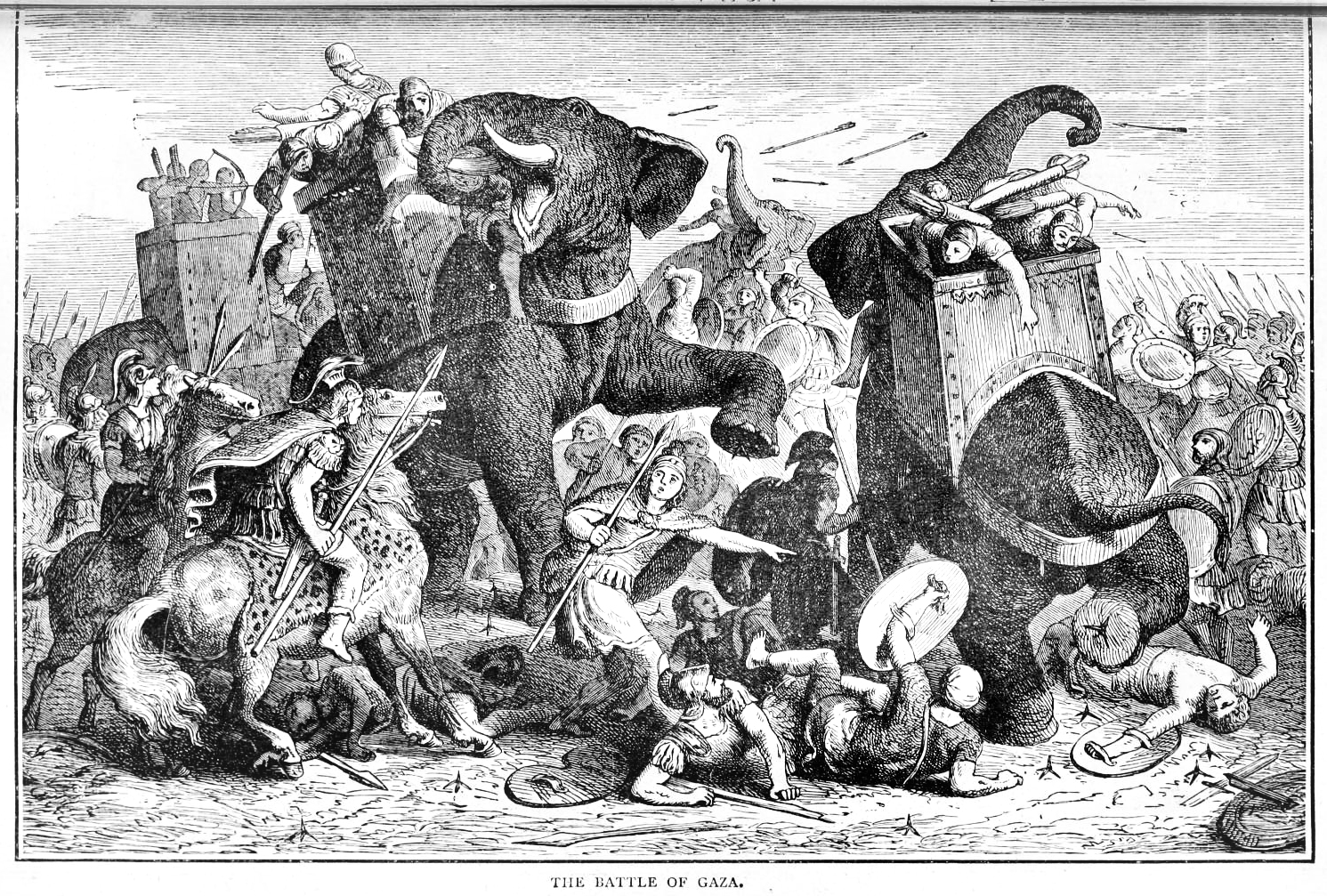
La bataille de Gaza en 312 av. J.-C..

Puis, dans le contexte des guerres des Diadoques pour la succession d'Alexandre le Grand, la bataille de Gaza oppose en 312 av. J.-C. les Macédoniens Ptolémée Ier, satrape d'Égypte, à Démétrios Ier, fils du général Antigone le Borgne, maître de l'Asie,. Victorieux, Ptolémée doit rapidement abandonner ses conquêtes en Syrie et en Phénicie.
En 145 av. J.-C., Gaza est conquise par Jonathan Maccabée, frère de Juda Maccabée et fondateur de la dynastie judéenne des Hasmonéens.

### Époques romaine et byzantine

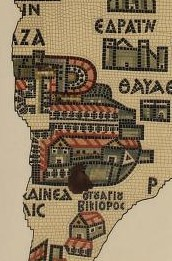
Mosaïque de Madeba, représentant Gaza avec ses deux églises byzantines.

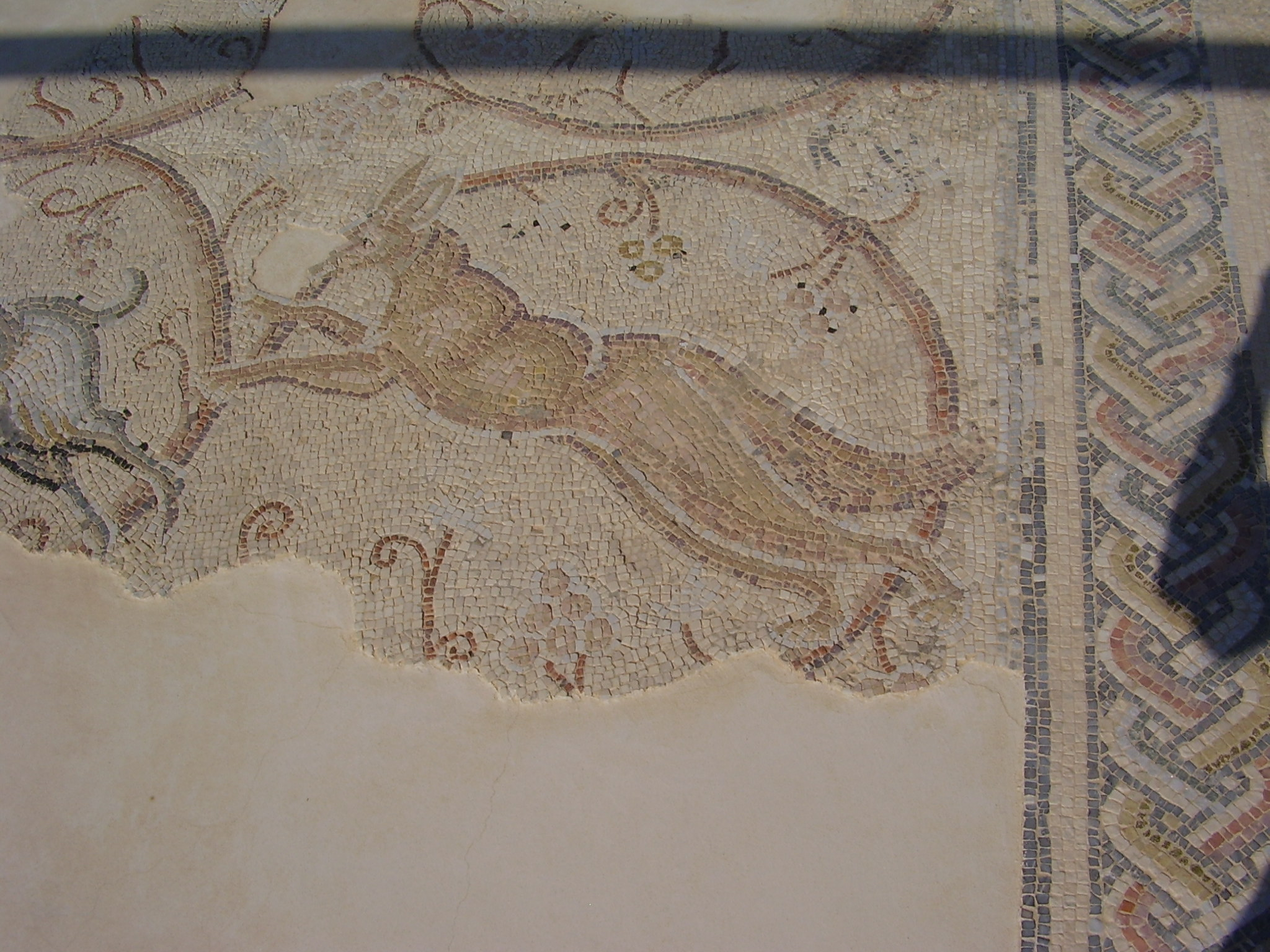
Mosaïque de l'ancienne synagogue de Gaza, du VIe siècle av. J.-C. (probablement détruite au XIIe siècle).

En 63 avant notre ère, Gaza devient une partie de la Judée en tant que province romaine.
Au IVe siècle, les Byzantins conquièrent la place et succèdent aux Romains.[pas clair] De grandes mosaïques témoignent de la richesse artistique de cette époque. Le christianisme se répand et les premiers monastères apparaissent. Le port de Gaza exporte un vin blanc fameux local : le vinum Gazetum,.
La synagogue de Gaza est construite en 508/509 dans le centre de la ville antique de Gaza, aujourd'hui le quartier de Rimal, où vivait la communauté juive de Gaza (du IIe siècle av. J.-C. jusqu'au milieu du XXe siècle),.
Gaza est représentée sur la carte de Madaba, au Modèle:Vie siècle.

### Moyen Âge

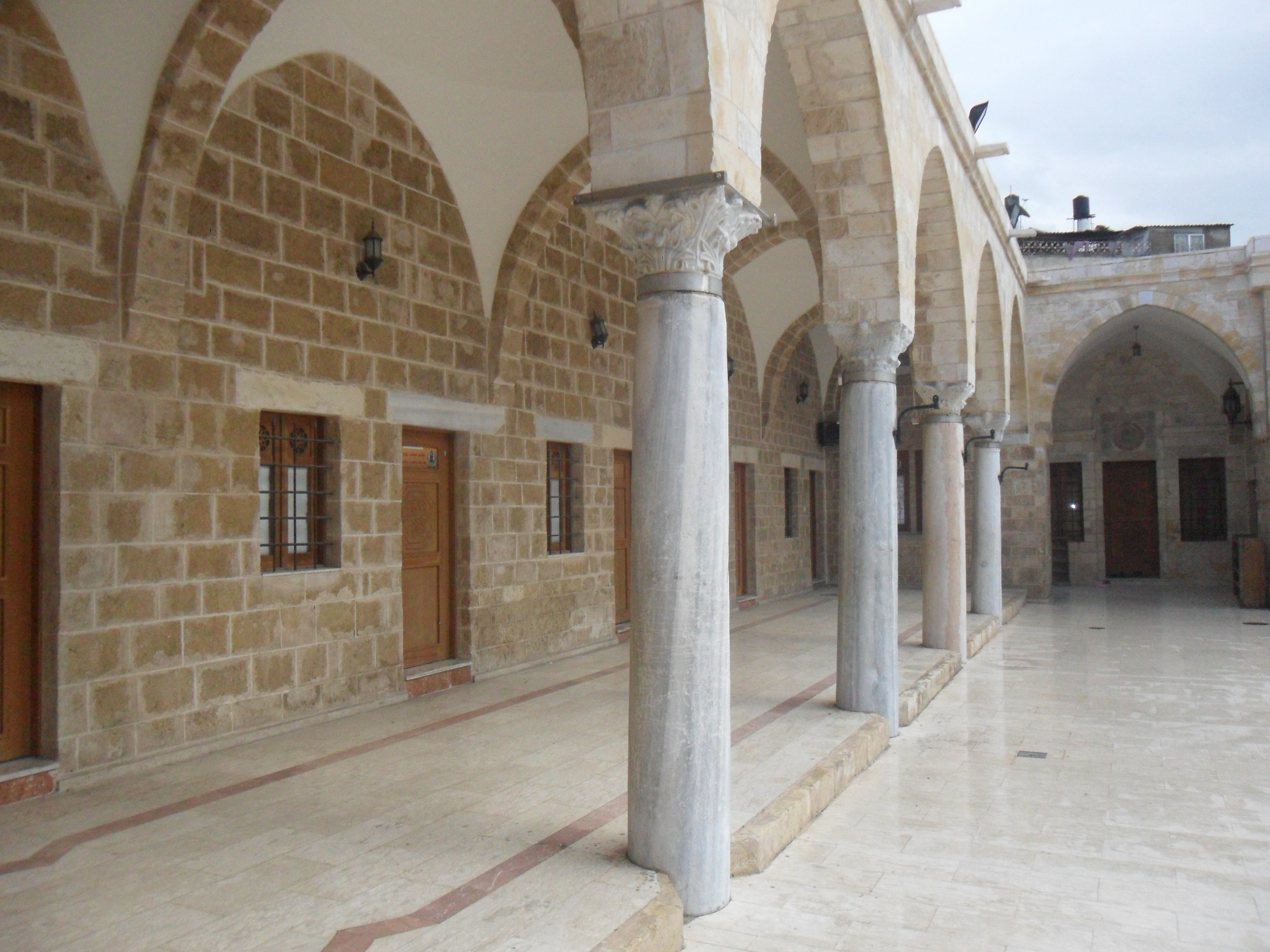
Les arcades de la en 2017, avant sa destruction fin 2023 par l'armée israélienne.

La ville est considérée comme le lieu où serait mort Hashim ibn Abd al-Manaf, l'arrière-grand-père de Mahomet au cours d'une expédition commerciale, d'où le surnom de la ville « la Gaza de Hashim », « Ghazzat Hashim ». Une mosquée en son nom s'y trouve, la Mosquée d’al-Sayyid Hashim (en), et sous les arcades serait présente sa tombe.
La conquête de Gaza par les Arabes intervient très tôt, sans doute en 634. Elle n'est pas évoquée par les sources arabes mais l'est par les sources byzantines : la population civile, alors non-musulmane, doit payer tribut aux Arabes et la garnison, constituée de 60 soldats, est emprisonnée et mise à mort quelque temps plus tard. Sous les Omeyyades, une garnison militaire et un atelier monétaire sont implantés en ville. L'islamisation de la cité est progressive : c'est là que naît l'imam al-Chafii (fondateur de l'école de jurisprudence chafiite), mais ce n'est pas là qu'il vécut et enseigna.

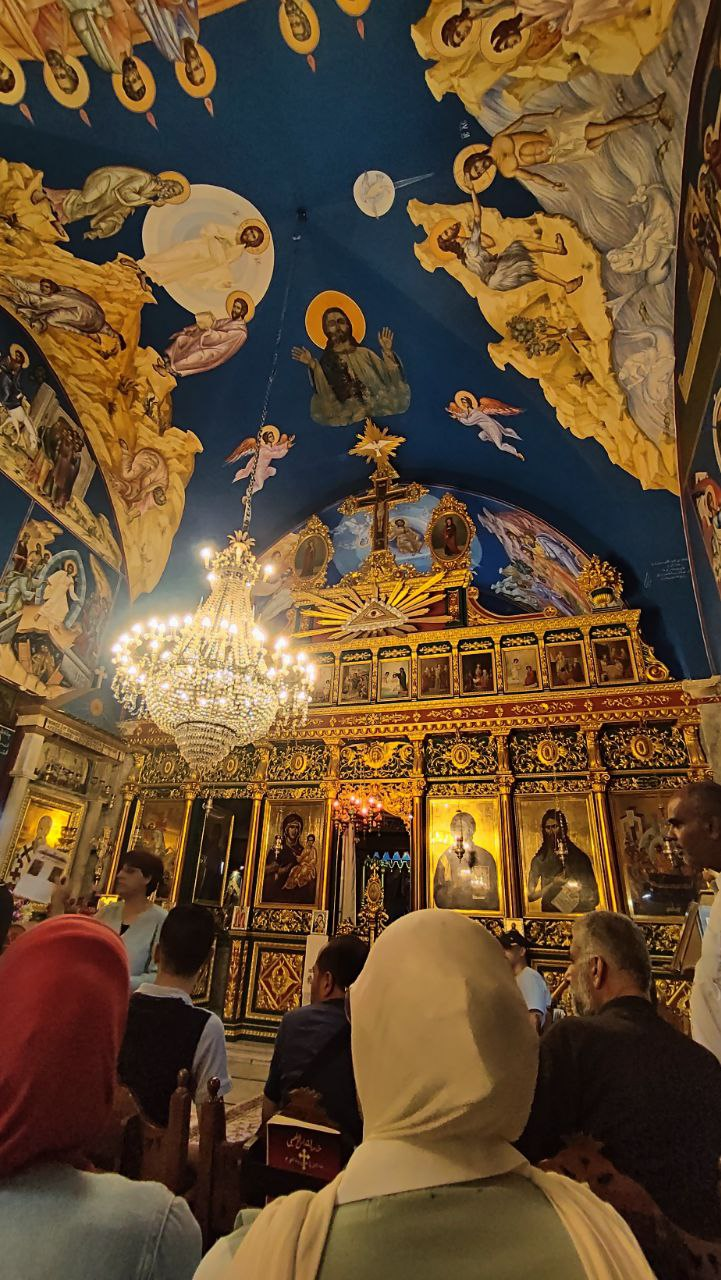
Intérieur de l'église Saint-Porphyre datant du XIIe siècle.

La cité fait peu parler d'elle jusqu'au XIIe siècle et, au moment de la Croisade, elle a beaucoup décliné. Elle est en ruines et peut-être désertée quand les Croisés occupent le site en 1149 et y construisent un château-fort dans la partie la plus élevée. Ce château est confié à la garde des Templiers. Au sud du château, se développe la ville franque avec une grande église gothique qui est aujourd'hui la grande mosquée de Gaza, al-Omari, construite pendant la période des Omeyyades au VIIIe siècle. Une autre église, Saint-Porphyre (orthodoxe), datant du XIIe siècle, plus petite, est considérée comme la plus ancienne de la ville encore active. Tenue par les Templiers, apparemment prospère si l'on en juge par la qualité de sa grande église, Gaza constitue l'avant-poste du Royaume franc de Jérusalem face à l'Égypte. Les sources franques la nomment Gazara, et en ancien français Gadres. Elle ne constitue pas un lieu de pèlerinage, et sa renommée en France ne vient que d'une chanson de geste composée vers 1170, Li Fuerre de Gadres (le sac de Gaza), évoquant la prise de la ville par Alexandre le Grand.
À la fin de 1170, le sultan Saladin s'empare de la ville basse mais échoue à prendre le château. Ce n'est qu'en 1187, au lendemain de la bataille de Hattin, qu'il obtient l'évacuation de Gaza par les Templiers et la remise des forteresses de Gaza et de Darom (Deir el-Balah, au sud de Gaza). Le roi d'Angleterre Richard Cœur de Lion reprend Darom et Gaza en 1192, mais négocie ensuite avec Saladin l'abandon de ces positions jugées trop exposées, qu'il fait évacuer après en avoir détruit les fortifications.
En 1239, un retour offensif des Francs est brisé à Beit Hanoun, bourgade du nord de Gaza, dont la mosquée abrite les tombes des musulmans qui sont tués au cours de cette bataille. En 1244, a lieu à Hirbiyyah (en latin Furbia, en français « La Forbie ») une bataille bien plus importante opposant une coalition égypto-khowarizmienne et une coalition syro-franque : le roi Al-Salih Ismaël de Damas avait promis aux Templiers de leur restituer Gaza en cas de victoire, mais ils sont défaits. Gaza demeure au pouvoir des Ayyoubides d'Égypte, puis de Syrie, jusqu'en 1260 où la ville est occupée un temps par les Mongols avant d'être reprise par le chef mamelouk Baybars.
Dans les années 1480, des voyageurs indiquent que Gaza est la ville la plus importante de Palestine. Elle est habitée par des Éthiopiens, des Arabes, des Égyptiens, des Syriens, des Indiens, des Juifs (66 familles), des Samaritains (4 familles) et des chrétiens, plus de 7 000 hommes, au milieu de 10 000 chameaux. Seuls les Juifs y produisent le vin local.
L'époque des Mamelouks (fin XIIIe - début XVIe siècle) fut pour Gaza une période prospère de renaissance, malgré des crises.

### Temps modernes

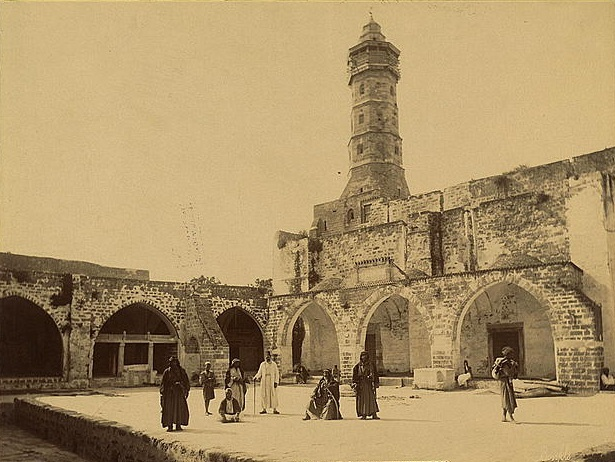
Cour, arcades et minaret de la Grande mosquée (entre 1867 et 1899).

Les Ottomans mettent fin au règne des Mamelouks en 1516 après la bataille de Khan Younès. La ville de Gaza et toute la région sont administrées pendant cinq siècles par la province ottomane d'Égypte jusqu'au début du XXe siècle.
Dans la seconde partie du XVIIe siècle, Gaza est décrite par des pèlerins et voyageurs. Elle est la capitale de la province de Palestine qu'un pacha gouverne. Elle n'est plus entourée de murs mais de monticules de pierres. Le turc, l'arabe et le grec sont les langues qui y sont parlées. Elle possède des bains somptueux et d'immenses bazars. La Grande mosquée est entourée de six mosquées et nombre d'oratoires. On y trouve également une église arménienne et une autre grecque ainsi qu'une synagogue et un bain rituel.

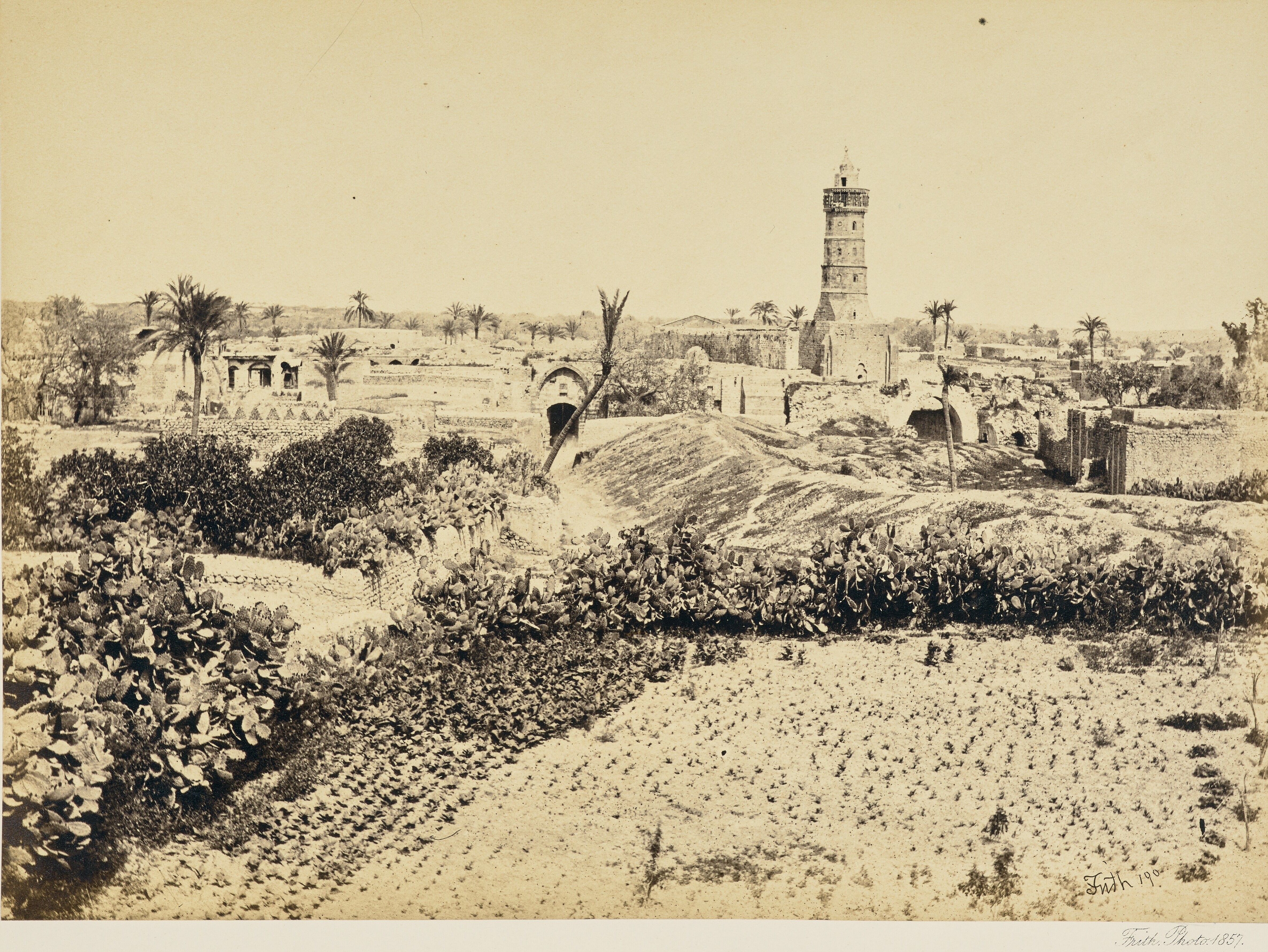
La vieille ville (photographie de Francis Firth, 1862-63).
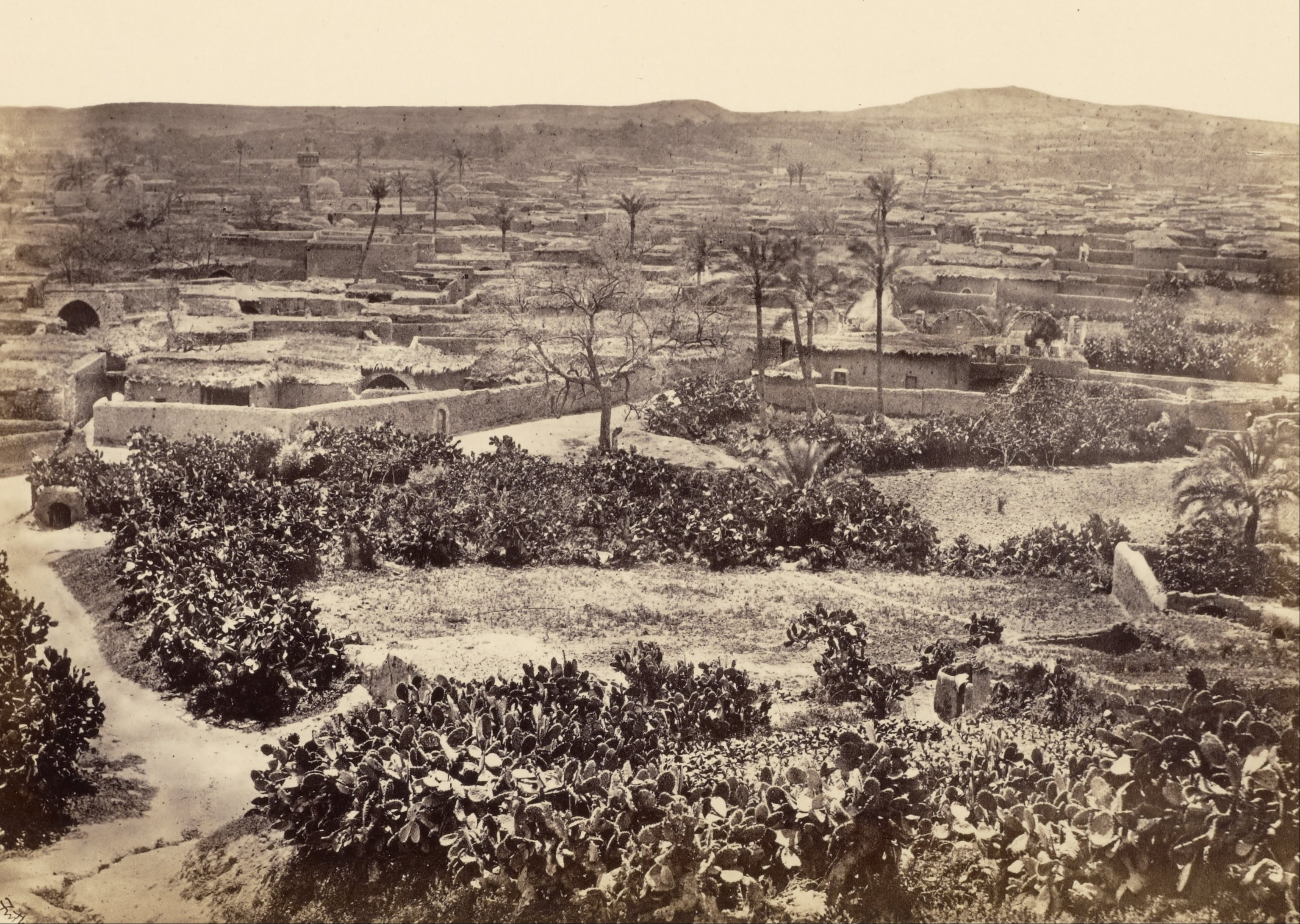
La ville nouvelle (photographie de F. Firth, 1858).

### Époque contemporaine

#### Palestine mandataire

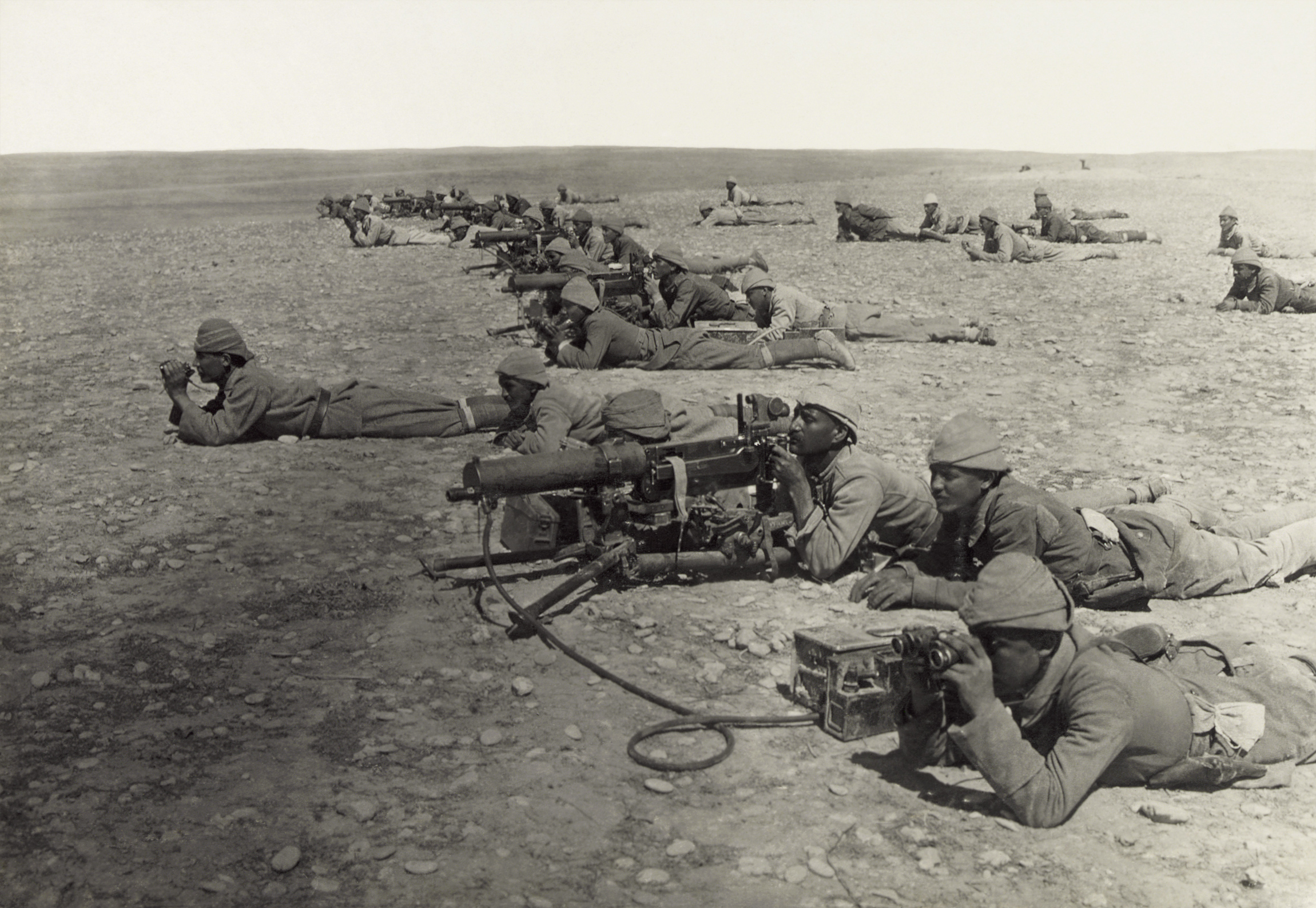
Soldats ottomans armés de mitrailleuses lors de la Seconde bataille de Gaza (1917).

Au tout début du XXe siècle, on dénombre environ 40 000 habitants dont 750 chrétiens et 160 Juifs (majoritairement ashkénazes) vivant dans Gaza prospère et paisible.

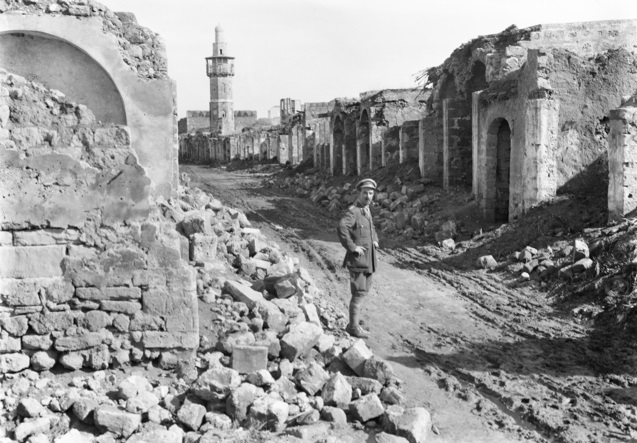
Militaire britannique dans Gaza en ruine, 1918.

Durant la Première Guerre mondiale, les troupes britanniques, commandées par le général Allenby, s'emparent de Gaza des mains de l'Empire ottoman à l'issue de la troisième bataille de Gaza en novembre 1917. Les Britanniques destituent le maire de Gaza, Saïd al-Shawwa, nommé par les Ottomans.
En 1922, la Palestine passe sous mandat britannique par les Nations unies (anciennement Sociétés des Nations). C'est vers cette période qu'une forte immigration de Juifs venue d'Europe arrive sur le territoire palestinien sous mandat, particulièrement lors des persécutions nazies faites aux Juifs des années 1930.

#### Guerre de 1948, Nakba et administration égyptienne

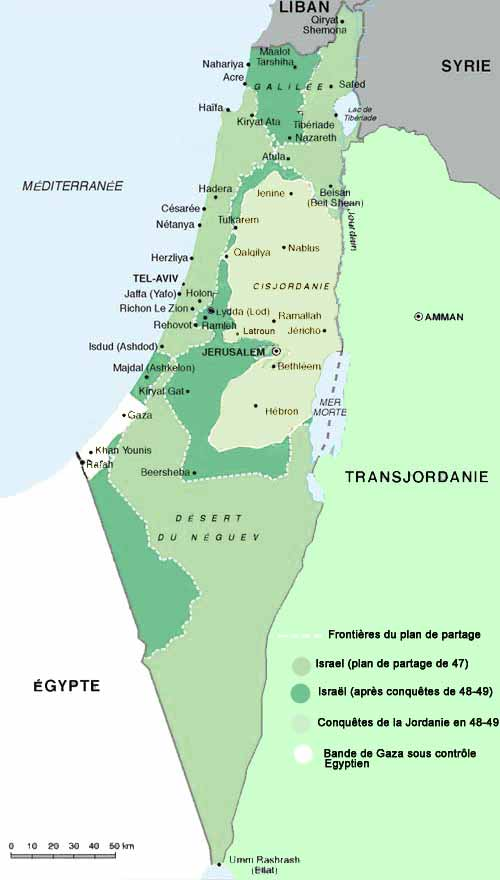
La Palestine en 1949 : en pointillé blanc, les frontières du plan de partage prévu par l'ONU en 1947 ; en vert foncé, les territoires conquis par Israël sur le projet d'État d'arabe ; en blanc, la bande de Gaza contrôlé par l'Égypte.

Gaza reste sous le mandat britannique jusqu'à l'évacuation des Britanniques en mai 1948, à la suite de la décision de partage de la Palestine du 29 novembre 1947. Le territoire est divisé en deux par une proposition de l'Organisation des Nations unies (ONU), avec un État pour les Arabes (sur 42 % du territoire), un autre pour les Juifs (sur 56 % du territoire), et une zone neutre pour Jérusalem (2% du territoire). Cependant, quand Israël déclare son indépendance, le refus de cette solution par les Arabes entraîne une violente guerre en 1948, opposant Israël à ses voisins arabes.

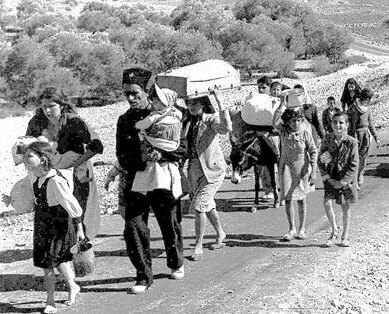
Réfugiés palestiniens de Galilée, octobre-novembre 1948.

Lors de la guerre de 1948, les Israéliens tentent d’empoisonner les puits avec le germe de la typhoïde, comme ils l’ont fait avec succès à Acre. Mais leur tentative, qui a lieu le 27 mai, est déjouée par la surveillance gazaouie et l’armée égyptienne,. Gaza est aussi une des rares villes que les Israéliens bombardent durant cette guerre, « les Gazaouis ont la plus longue histoire de victimes de bombardements par Israël, de 1948 à nos jours ».
À la fin du conflit, trois Arabes sur quatre au moins s’exilent ou sont expulsés (Nakba).
De 1948 à 1967, la bande de Gaza est administrée par l'Égypte. À la suite de la crise du canal de Suez, elle est occupée par Israël de novembre 1956 au 7 mars 1957. Outre 4 000 prisonniers, cette occupation cause la mort de 930 à 1 200 Palestiniens arabes pour une population totale de 330 000 personnes.

#### Guerre des Six Jours et occupation israélienne

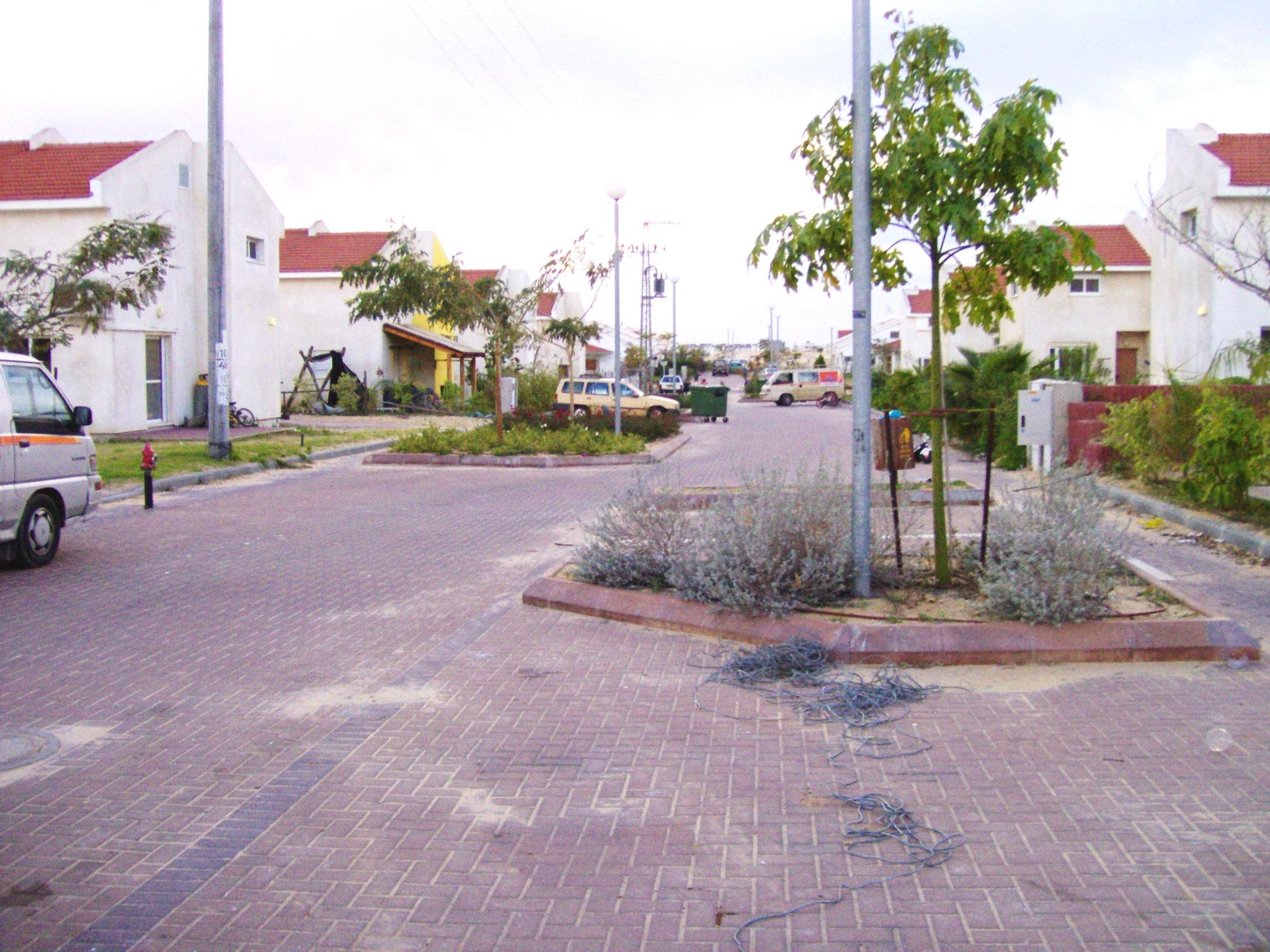
L'ancienne colonie israélienne de Netzarim, au sud de la ville de Gaza, en 1994.

Après la Guerre des Six Jours de 1967, la bande de Gaza est à nouveau occupée par Israël qui y implantent plusieurs colonies de peuplement juif.
Entre 1976 et 1981, un mouvement issus des Frères musulmans égyptiens, le Hamas, crée à Gaza l'université islamique de Gaza et d'autres institutions islamiques (al-Mujamma al-islami, al-Jam'iyya al-islamiyya, etc.).

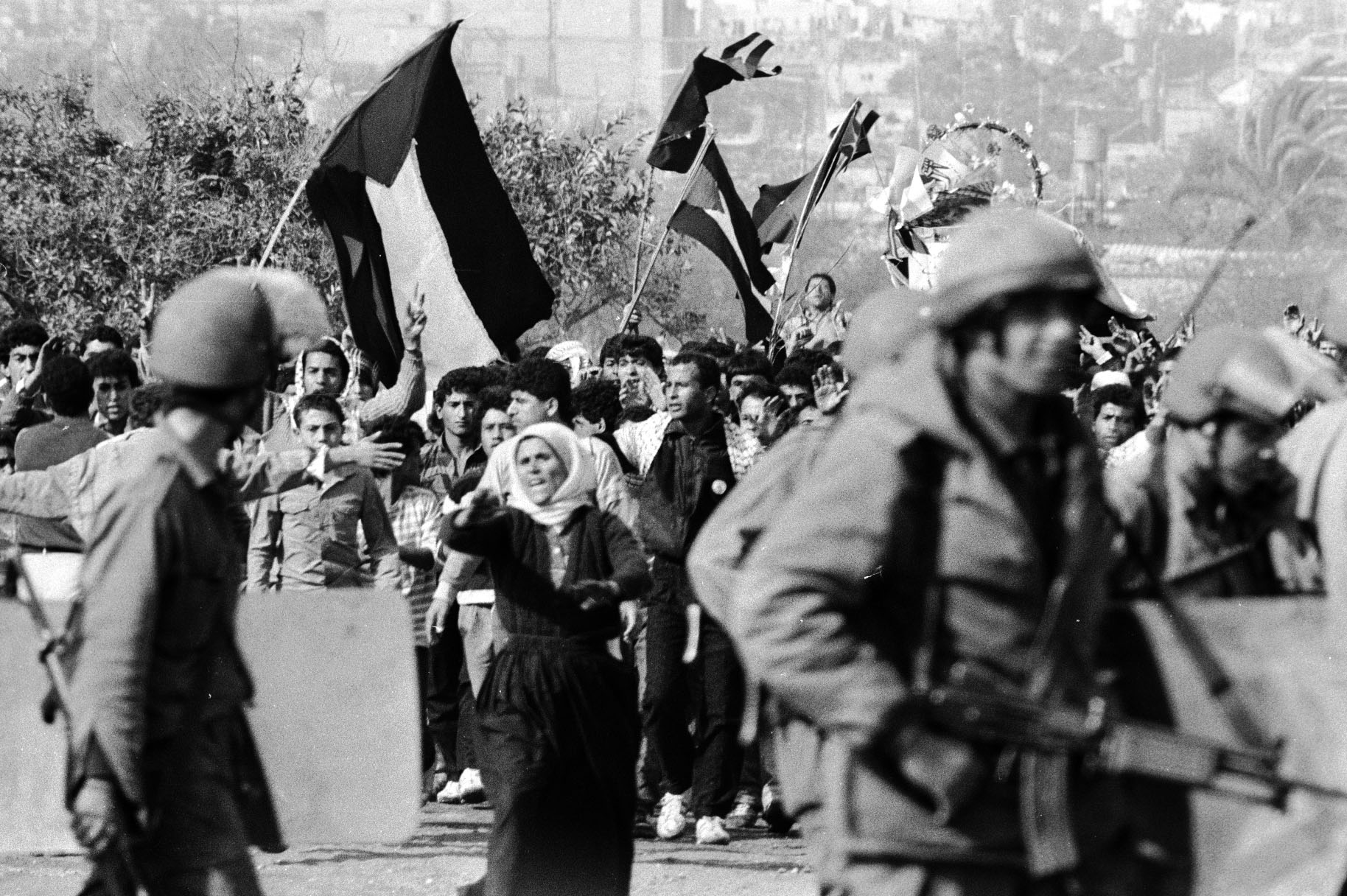
Manifestation dans la bande de Gaza pendant la première intifada, le 21 décembre 1987.

Le 9 décembre 1987, c'est à Gaza que débute la première Intifada, la « révolte des pierres », avant de s'étendre à l'ensemble des territoires occupés jusqu'en 1993, année des accords d'Oslo. L'intifada est d'ailleurs le seul mot arabe qui intègre le vocabulaire de la politique mondiale au XXe siècle. Des jeunes se sont révoltés face à un accident que les réfugiés du camp de Jabalia ne considéraient pas être un simple hasard. Ils ont alors décidé de lancer des pierres sur les forces d'autorité pour montrer leur mécontentement. Les artisans se rebellent aussi en ne se rendant pas au travail, et en fermant leur boutique pour montrer leur constatation face aux injustices en cours.
Le 4 mai 1994, l'Organisation de libération de la Palestine (OLP) obtient la gestion de Gaza et de la région de Jéricho. Le président Yasser Arafat et l'Autorité palestinienne s'installent à Gaza.

#### Retrait israélien en 2005

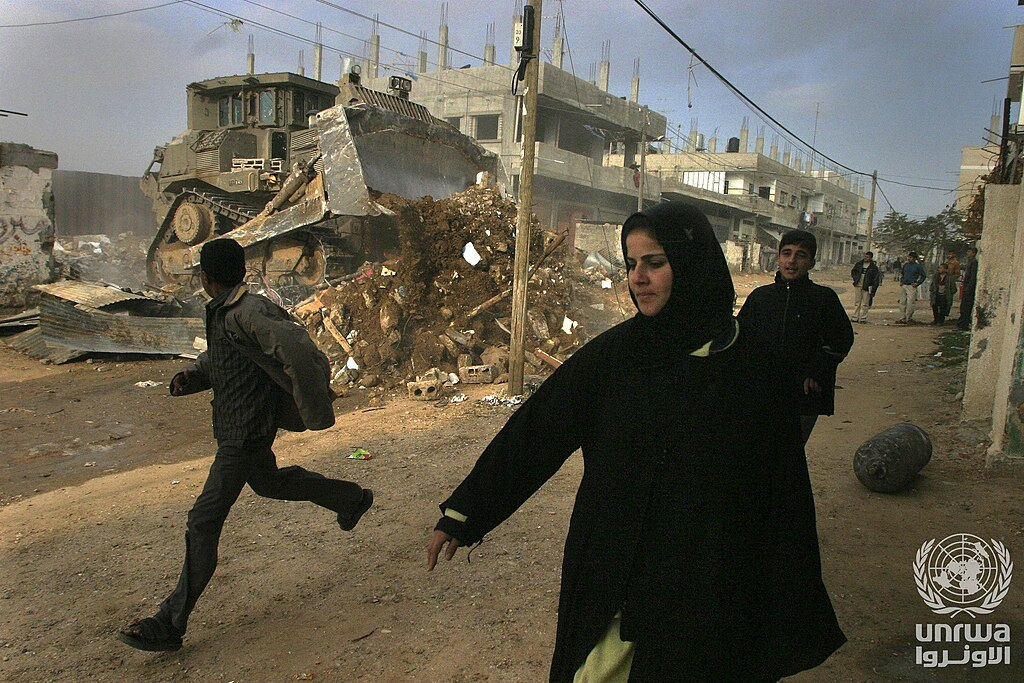
Bulldozer de l'armée israélienne détruisant une maison palestinienne à Gaza pendant la seconde intifada, 2001.

En 2005, à la suite de la Seconde intifada, le gouvernement israélien retire unilatéralement ses forces armées et ses colonies de la Bande de Gaza.
Le 25 janvier 2006, le Hamas remporte les élections législatives palestiniennes de 2006. Ismaël Haniyeh est nommé Premier ministre de l'Autorité palestinienne. La collaboration avec l'appareil politique mis en place par le Fatah est difficile.
En juin 2007, le Hamas prend le pouvoir à Gaza et chasse les tenants de l'Autorité palestinienne. Israël, qui avait gardé le contrôle des frontières, des eaux territoriales et de l'espace aérien, met en place un blocus de la Bande de Gaza.

#### Guerre de 2023-2025

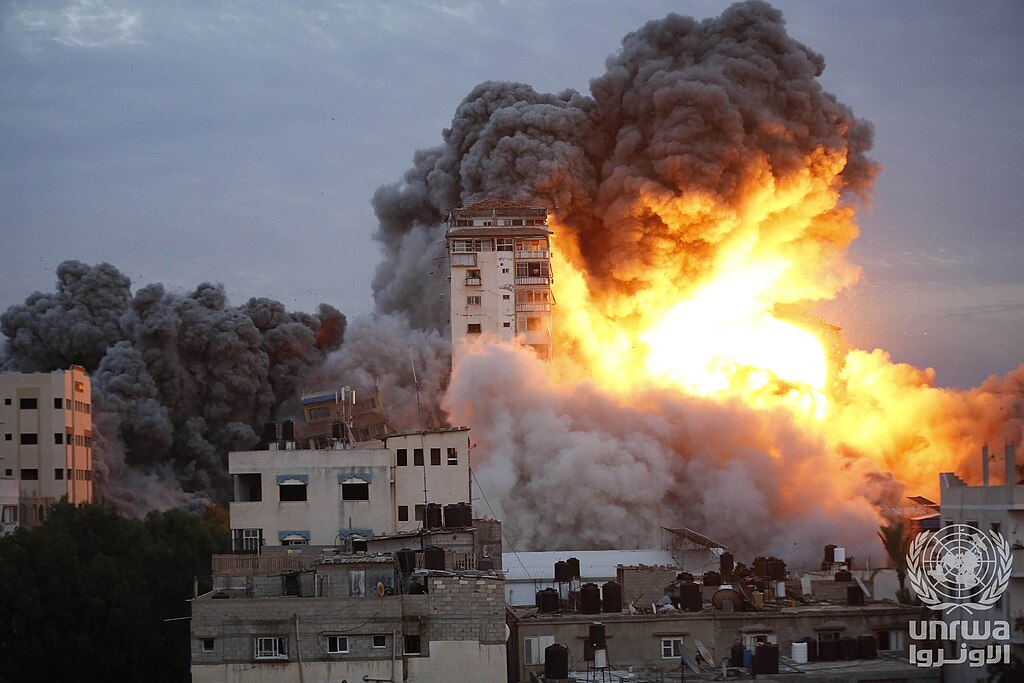
Destruction d'une tour résidentielle par un bombardement israélien le matin du 8 octobre 2023.

En octobre 2023, éclate la guerre à Gaza, lancée à la suite de l'incursion le 7 du même mois de commandos du Hamas en Israël depuis Gaza (opération dite « Déluge d'Al-Aqsa ») et le massacre de civils israéliens et étrangers, auxquels Israël répond pour officiellement éliminer le Hamas par des bombardements massifs notamment sur la ville de Gaza avec des milliers de civils gazaouis tués sous les bombes, le blocus intégral du territoire, un siège puis une attaque terrestre, l'ensemble entraînant une crise humanitaire alarmante. En juillet 2024, l'armée israélienne ordonne l'évacuation de toute la ville.

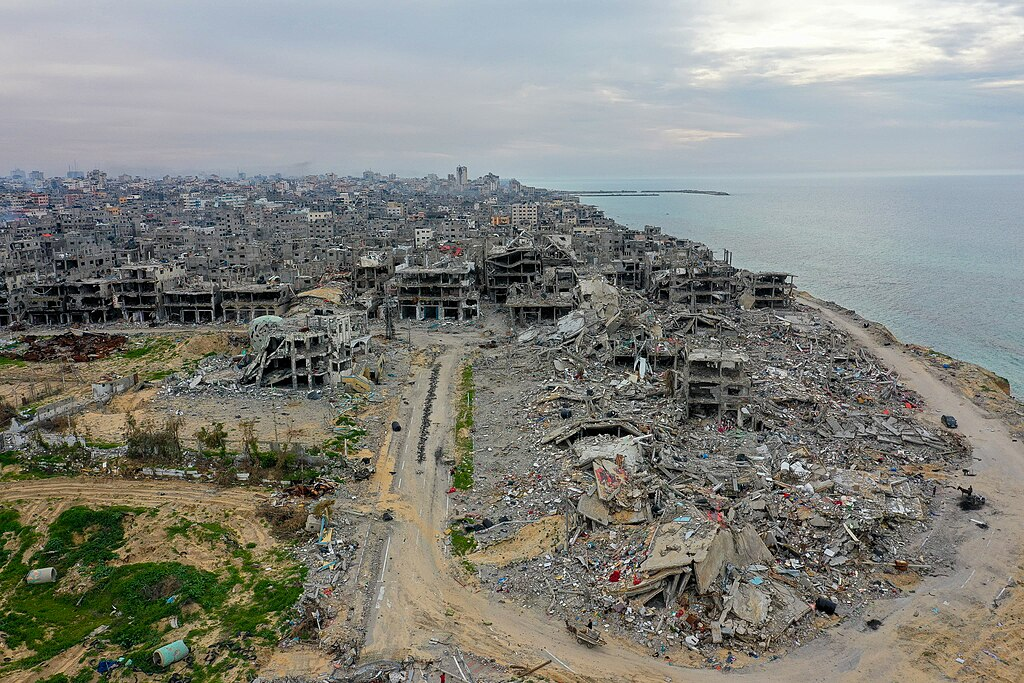
Vue aérienne des destructions dans le camp de réfugiés de Beach, situé dans la ville de Gaza, 3 juillet 2024.

Les écoles servant de lieux de refuge pour les déplacés sont régulièrement bombardées, accusées par Israël de cacher des centres de commandement et d'opérations militaires du Hamas, des terroristes ou des armes,,,. Le 1er août 2024, au moins 15 personnes sont tuées lors d'une attaque israélienne contre l'école Dalal al-Mughrabi, tandis que le 3 août, 16 autres personnes sont tuées lors du bombardement de l'école Hamama. Le 4 août, au moins 30 personnes sont tuées dans des raids aériens israéliens sur les écoles Nassr et Hassan Salama, à l'ouest de la ville, et le 8 août, au moins 17 personnes sont tuées dans des attaques contre les écoles Abdul Fattah Hamouda et az-Zahra. Le 10 août, plus de 100 personnes sont tuées et 150 autres blessées après que les forces israéliennes ont bombardé l'école al-Tabin, à l'est de la ville,,. Le 21 septembre, 21 personnes sont tuées lors d'une frappe israélienne sur l'école Al-Zaytoun abritant des déplacés, quand Israël précise que sa cible terroriste se trouvait « à l'intérieur » de l'école Al-Falah, adjacente aux bâtiments de l'école Al-Zaytoun.

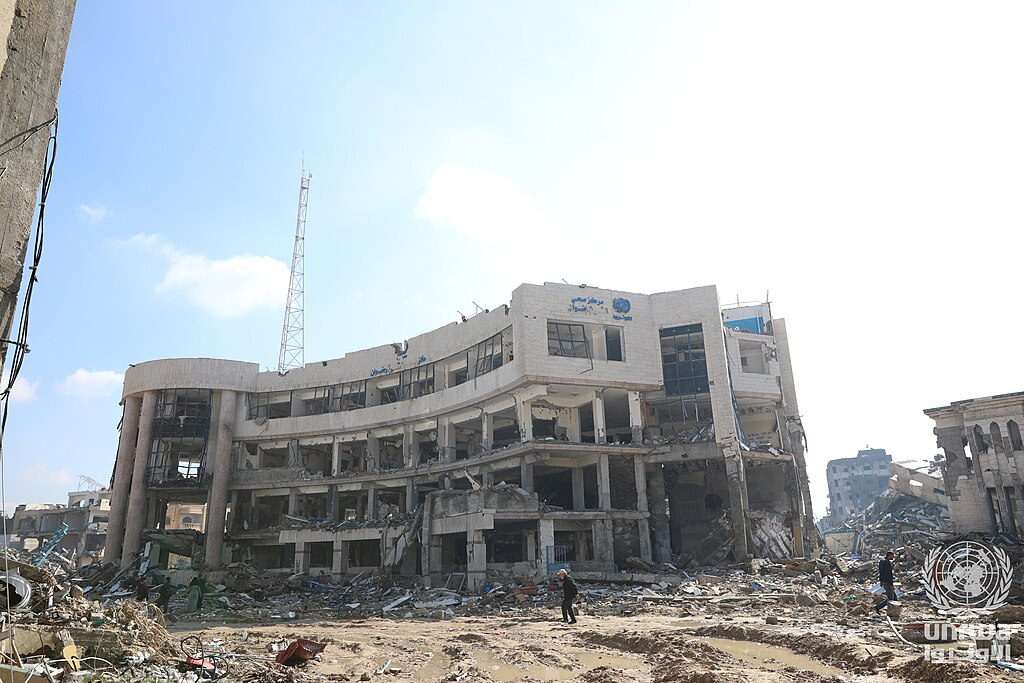
Centre de santé du quartier de Sheikh Radwan, géré par l'UNRWA, détruit par les bombardements israélien, 3 février 2024.

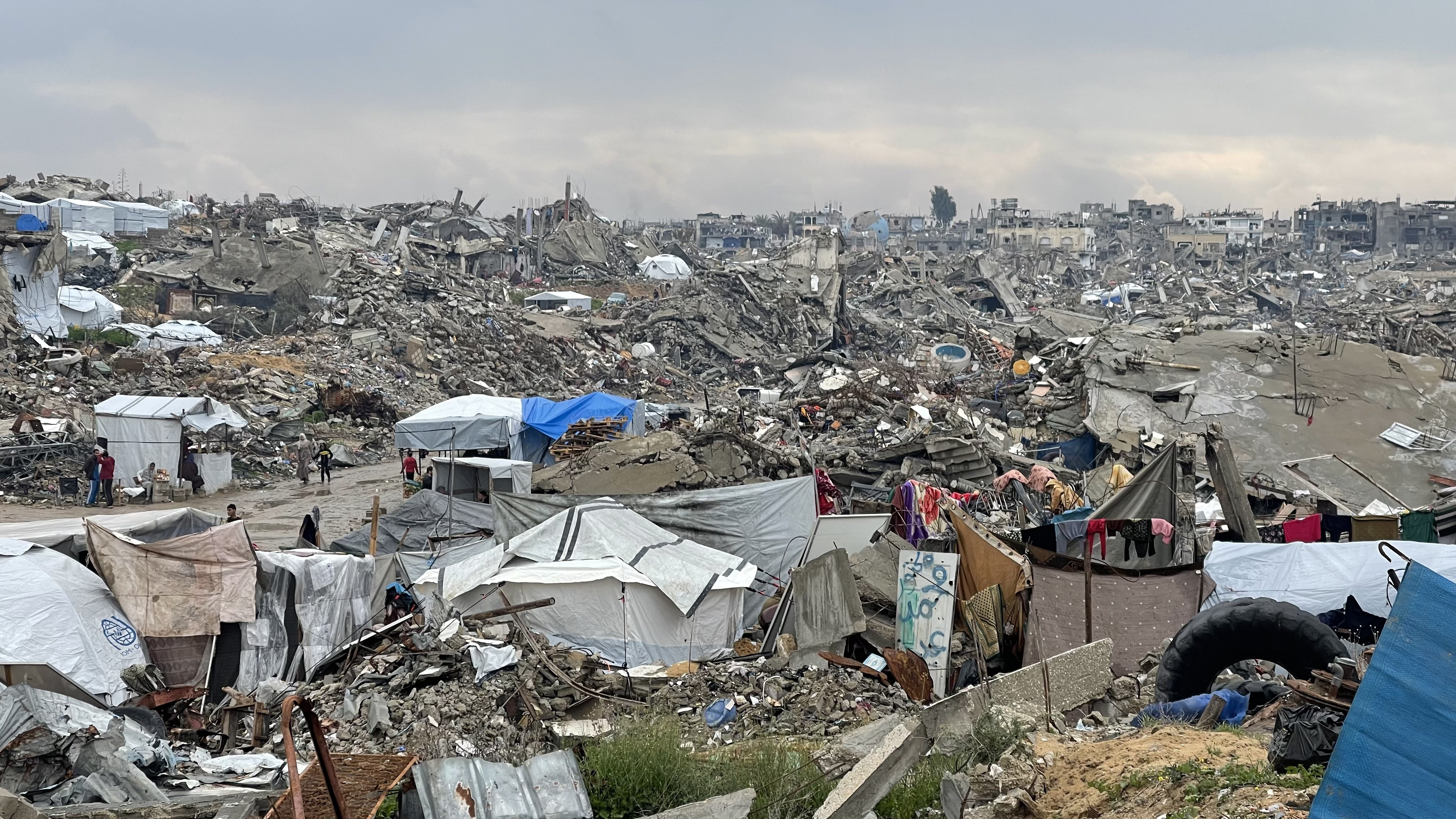
Un quartier de Gaza en février 2025.

La ville est en grande partie détruite par les bombardements. Selon l'International Crisis Group, la stratégie israélienne est de rendre Gaza invivable en obligeant la population à se déplacer constamment et en détruisant tout.
Selon une enquête d'Amnesty International, les destructions sont injustifiées et contraires au droit international humanitaire. Un rapport de Médecins Sans Frontières (MSF) dénonce la « campagne de destruction totale menée par Israël » et affirme les difficultés d'accès pour traiter les blessés.
Pour certains chercheurs, les destructions planifiées et délibérées de quartiers entiers de Gaza s'apparente à un urbicide.

## Géographie

### Climat
Gaza a un climat chaud, semi-aride ou méditerranéen (malgré de très rares précipitations) avec des hivers doux et secs, et des étés chauds. Les mois les plus chauds sont juillet et août, avec la température moyenne étant de 33 °C. Le mois le plus froid est janvier avec des températures généralement à 7 °C.
La pluie est rare et se situe généralement entre novembre et mars, avec des taux de précipitations annuelles d'environ 116 mm (4,57 pouces).
| Mois                              | jan. | fév. | mars | avril | mai | juin | jui. | août | sep. | oct. | nov. | déc. | année |
| --------------------------------- | ---- | ---- | ---- | ----- | --- | ---- | ---- | ---- | ---- | ---- | ---- | ---- | ----- |
| Température minimale moyenne (°C) | 7    | 7    | 9    | 13    | 15  | 18   | 20   | 21   | 19   | 17   | 12   | 8    | 14    |
| Température maximale moyenne (°C) | 17   | 17   | 20   | 26    | 29  | 31   | 33   | 33   | 31   | 28   | 24   | 19   | 26    |

## Éducation

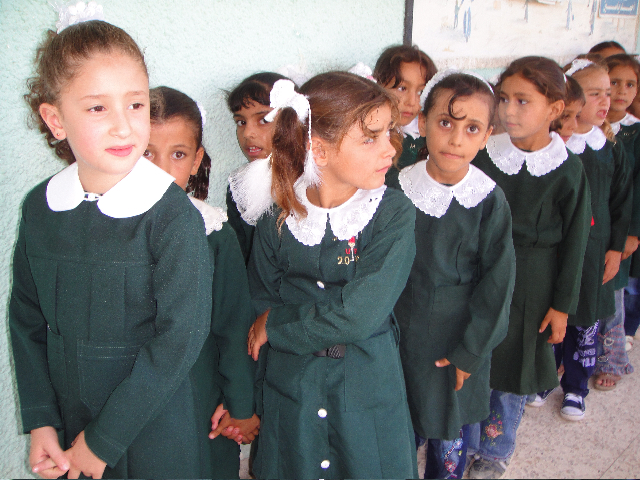
Écolières de Gaza se préparant à entrer en classe, 2009.

Gaza est une ville jeune : environ 60 % de la population de la ville serait constituée de personnes âgées de moins de 18 ans.

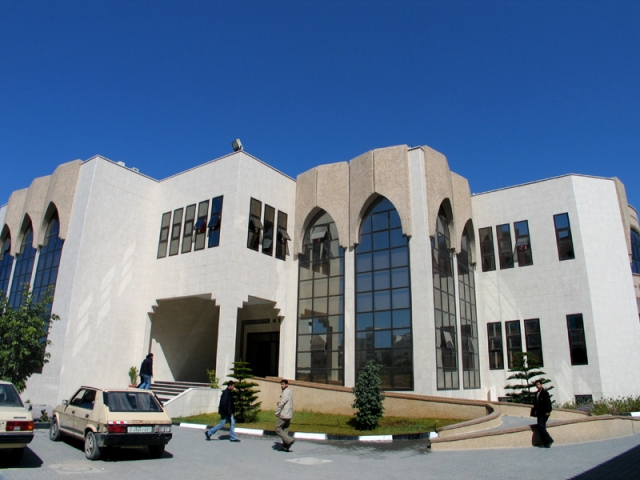
Entrée principale de l'Université islamique de Gaza en 2009, avant d'être volontairement détruite en octobre 2023 par les bombardements israéliens,.

En 2006, il y avait 210 écoles à Gaza : 151 étaient gérées par le ministère de l'Éducation de l'Autorité nationale palestinienne, 46 par l'Office de secours et de travaux des Nations Unies pour les réfugiés de Palestine dans le Proche-Orient (UNRWA) et 13 étaient des écoles privées. Au total, 154 251 élèves étaient inscrits, et 5 877 enseignants étaient employés.
Fin 2023, à la suite de la guerre menée par Israël dans la bande de Gaza, toutes les écoles ont dû être fermés et un grand nombre d'établissements sont devenus des lieux de refuge pour la population civile. À la rentrée 2024, plus de 45 000 enfants de classe primaire n'ont pas pu aller à l'école à cause de la situation actuelle. Ils rejoignent les 625 000 élèves déjà privés d’une année scolaire entière. Quant aux universités de la ville, elles ont été partiellement voire totalement détruites par l’armée israélienne en 2024.

## Patrimoine

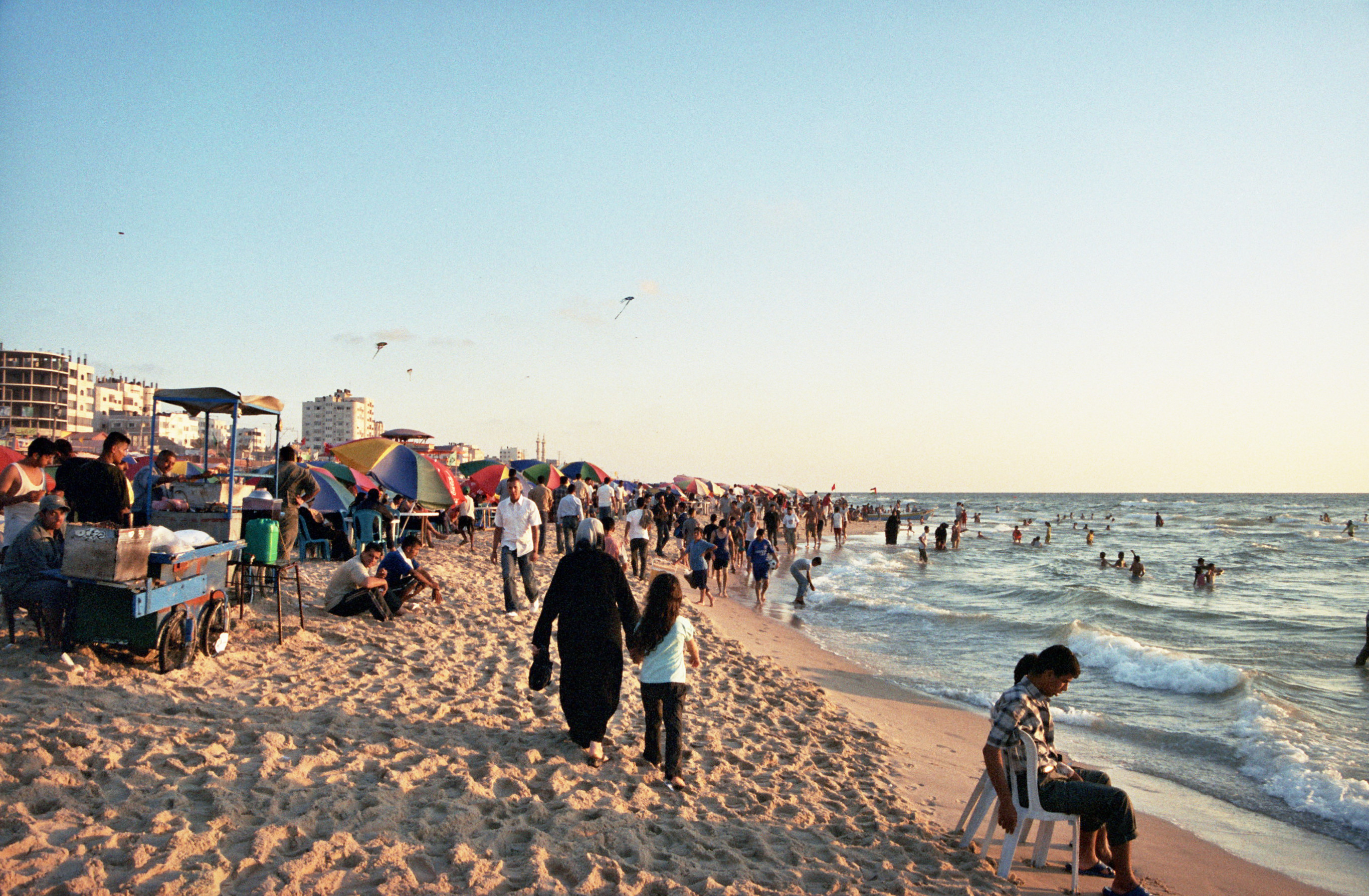
Plage de Gaza, 2006.

Le centre-ville comporte un certain nombre de monuments importants. Toutefois, un grand nombre d'entre eux ont été détruits par les bombardements israéliens depuis 2023.

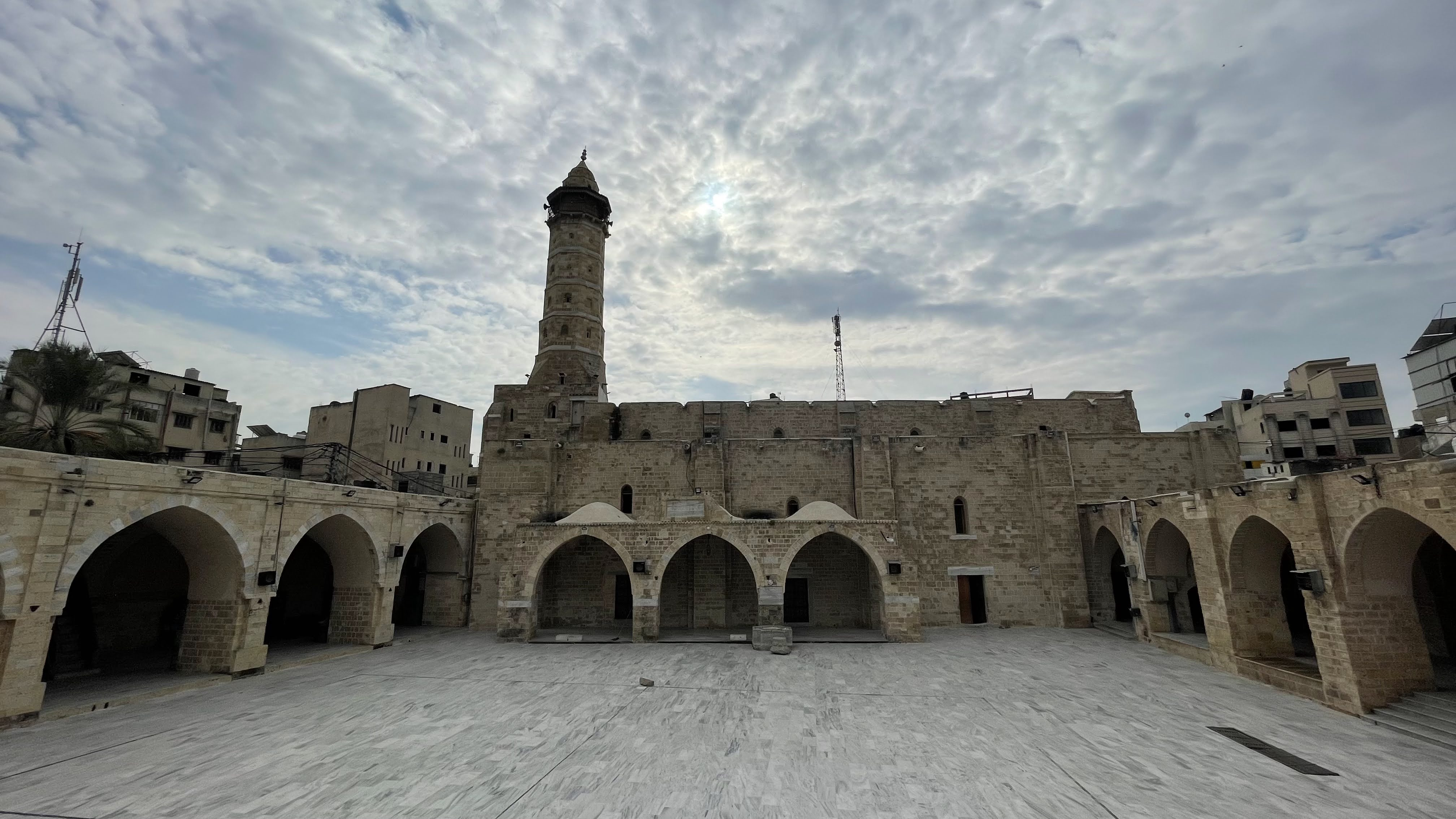
La Grande mosquée de Gaza en 2021, avant sa destruction en décembre 2023 par les bombardements israéliens.

La Grande mosquée de Gaza (al-Omari), ancienne église datant du XIIe siècle, a gardé son architecture gothique caractéristique. Elle a ensuite été agrandie au XIIIe siècle sous les Mamelouks, qui lui ont notamment ajouté un minaret. L'édifice a été gravement endommagé au cours de la Première Guerre mondiale, puis fut restauré sous le mandat britannique. En décembre 2023, le monument est détruit par l'armée israélienne.

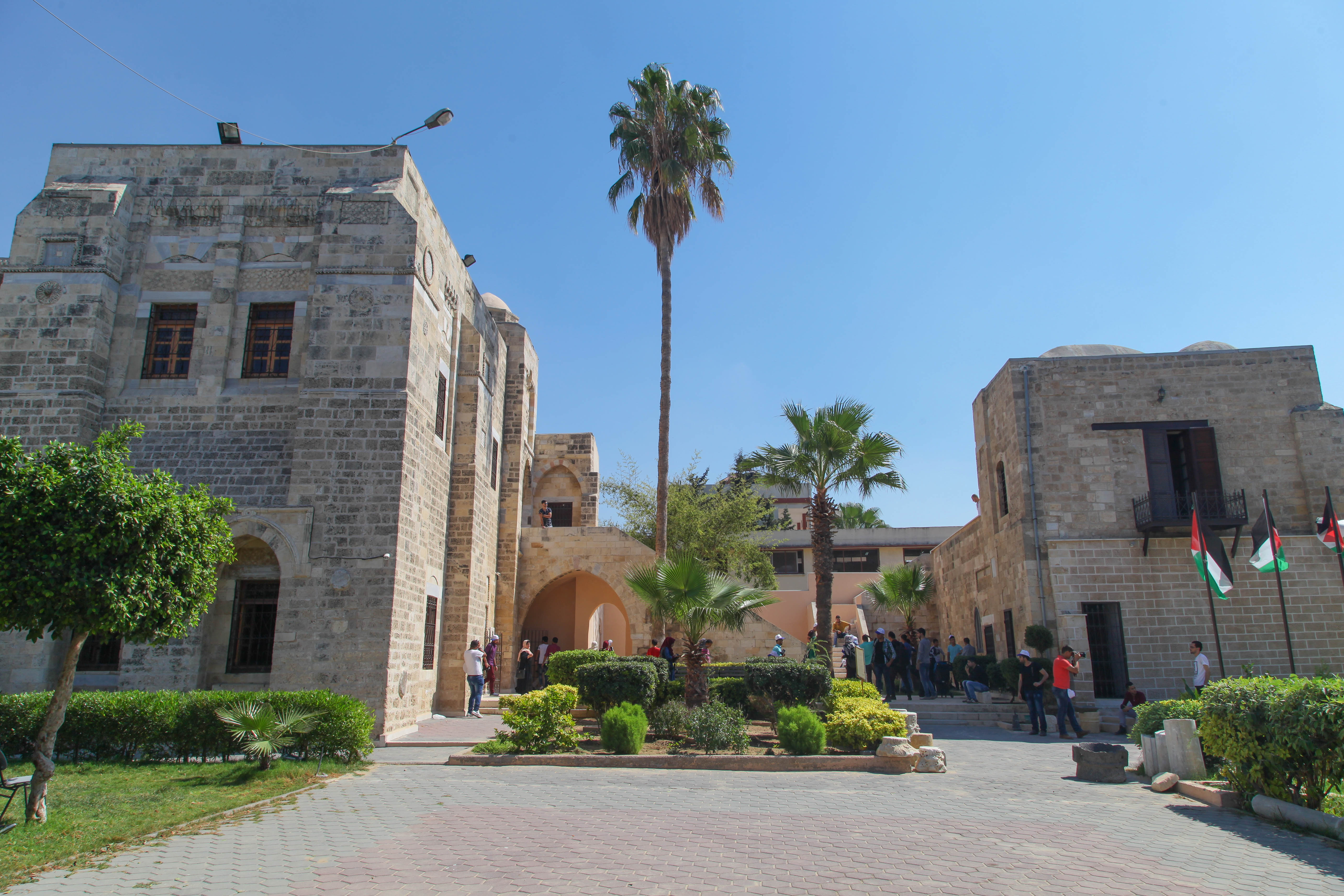
Musée du Palais du Pasha (Qasr al-Basha), en 2016, avant sa destruction fin 2023 par les bombardements israéliens.

Le musée de la ville occupe un édifice d'époque mamelouke et ottomane, le Qasr al-Basha, magnifiquement restauré au début des années 2000. C'était au XVIIe siècle la résidence du gouverneur ottoman de Palestine et le général Napoléon Bonaparte y a installé son quartier général lors de son passage dans la ville en 1798. Fin 2023, il est en grande partie détruit par les bombardements israéliens.

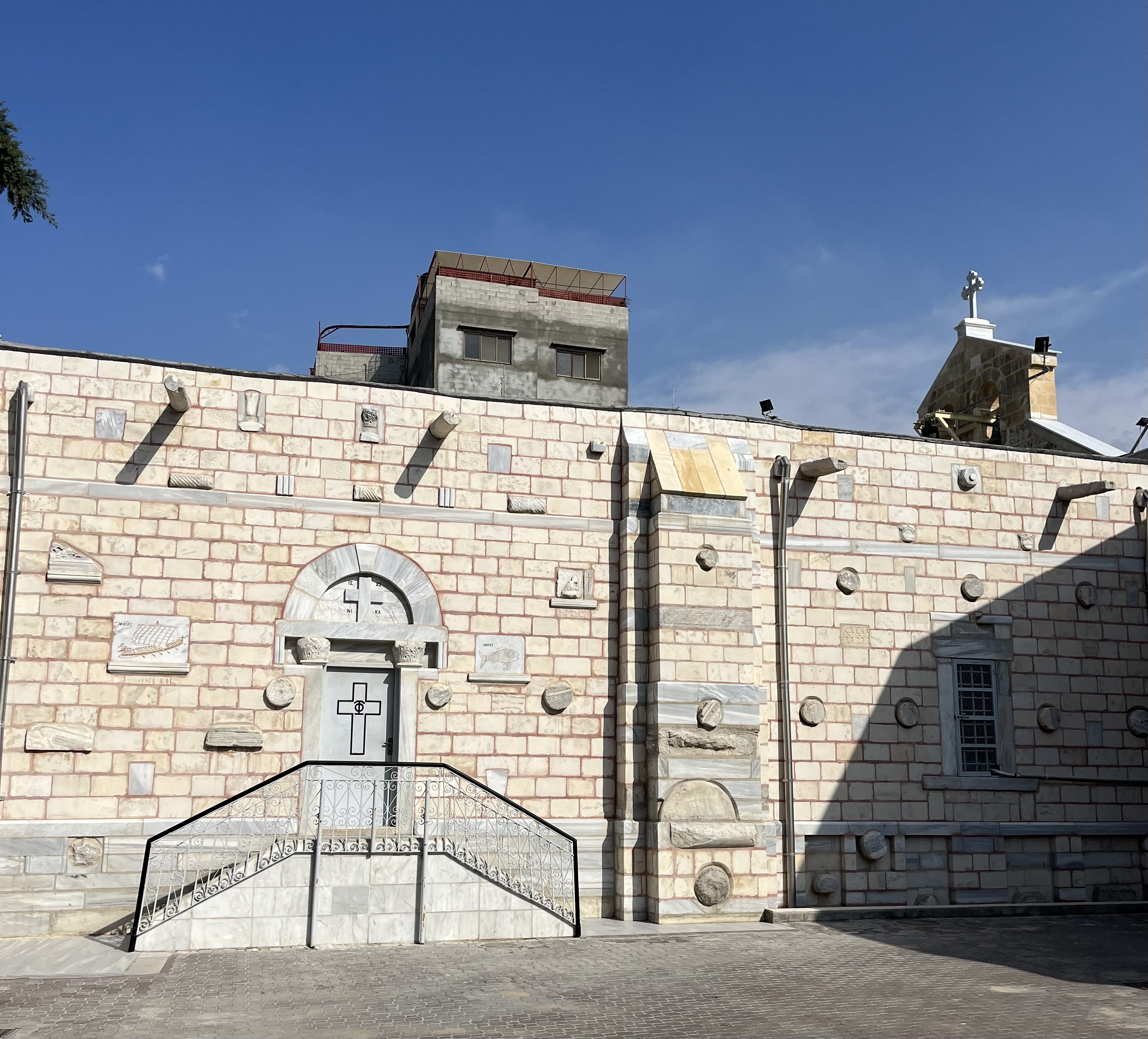
Église Saint-Porphyre de Gaza, 2002.

On trouve enfin l'église Saint-Porphyre, qui daterait du début du XIIe siècle, centre de la communauté orthodoxe de la ville, dont l'état actuel paraît remonter à l'époque des croisades. Le 19 octobre 2023, l'église Saint-Porphyre est endommagée par une frappe israélienne lors de la guerre à Gaza.
Le centre-ville compte encore d'anciennes maisons familiales en pierre locale, également de l'époque ottomane.
L'église de la Sainte-Famille de Gaza est le centre de la communauté catholique de la bande de Gaza. Le 17 juillet 2025, elle est bombardée par l'armée israélienne, causant trois morts et blessant le curé Gabriel Romanelli.
Gaza compte aussi un hammam datant de l'époque ottomane, récemment restauré, puis détruit par l'armée israélienne pendant la guerre de 2023-2025.

### Inventaire du patrimoine détruit par l'armée israélienne
Au printemps 2025, déjà deux tiers du patrimoine de la bande de Gaza était détruit selon l'UNESCO. Depuis 2024, sous la conduite de l’historien Fabrice Virgili, un collectif de chercheurs et d'universitaires français recense le patrimoine architecturale, et naturel, détruit par l'armée israélienne. Cette base de donnée, intitulée Gaza, inventaire d'un patrimoine bombardé, met aussi à disposition une carte évaluant les dommages et la destruction des différents sites,.

## Personnalités associées à Gaza

### Personnalités anciennes
- Sylvain de Gaza : saint catholique et orthodoxe, évêque de Gaza, décapité en 311.
- Hilarion de Gaza : ascète chrétien (291-371).
- Procope de Gaza : sophiste et exégète chrétien de la fin du Ve siècle.
- Zacharie le Rhéteur : évêque et écrivain religieux de la fin du Ve siècle, frère de Procope de Gaza.
- Énée de Gaza : néo-platonicien converti au christianisme du Ve siècle.
- Porphyre de Gaza : évêque de Gaza et saint chrétien fêté le 26 février.
- Isidore de Gaza : philosophe néo-platonicien, chef de l'école néoplatonicienne d'Athènes vers 490.
- Timothée de Gaza : grammairien et auteur d'un traité zoologique.
- Dorothée de Gaza : saint catholique et orthodoxe, moine.
- Chorikios de Gaza : rhéteur grec du VIe siècle, natif de Gaza.
- Barsanuphe de Gaza : saint catholique et orthodoxe, moine (VIe siècle).
- Al-Châfi'î : juriste musulman (762-820), fondateur de l'école chaféite.
- Samonas de Gaza : poète et théologien chrétien de langue arabe (Xe – XIe siècle).
- Nathan de Gaza : théologien juif, né à Jérusalem (1643–1680), connu pour avoir été le prophète du faux messie Sabbataï Tsevi.

### Personnalités récentes
- Mohammad 'Assaf est un palestinien né 1989, et ayant vécu à Gaza pendant sa jeunesse dans un camp de réfugiés à Khan Younis. Il s'est fait connaitre lors de la deuxième saison de émission Arab Idol en 2013. Depuis, il a connu un succès international pour sa musique sur la Palestine, et notamment en 2015 avec "dammī falasṭīnī"[69].
- Fatima Shbair, photojournaliste palestinienne née en 1997 à Gaza, lauréate du « Prix de la Ville de Perpignan Rémi Ochlik » en 2021[70].

- Farah Baker, née en 1998, Palestinienne vivant dans la bande de Gaza devenue célèbre pour ses publications sur Twitter pendant le conflit israélo-palestinien de 2014, lorsqu'elle a partagé en direct son expérience de bombardements depuis Gaza[71].
- Saint Levant, chanteur palestinien ayant vécu à Gaza.
- Taysir Batniji, artiste et photographe franco-palestinien, né à Gaza en 1966.
- Refaat Alareer, écrivain et poète, né à Gaza en 1979, où il est mort le 6 décembre 2023, avec 6 membres de sa famille, ciblé par une frappe aérienne israélienne[72].
- Suleiman Obeid, footballeur international surnommé le « Pelé palestinien », né en 1984 à Gaza et mort le 6 août 2025, tué par l'armée israélienne alors qu'il attendait de l'aide humanitaire[73].
- Wafa Al-Udaini, journaliste ayant longtemps travaillé à Gaza, née en 1985 à Deir Al-Balah où elle est morte le 30 septembre 2024, avec sa famille, tuée par un bombardement israélien[74].
- Mohammed al-Chbeir, docteur en micro-biologie et universitaire, mort à Gaza le 14 novembre 2023, tué avec sa femme, sa belle-fille et son petit-fils par une frappe aérienne de l'armée de l'air israélienne[75].
- Fatima Hassouna, journaliste au centre du documentaire Put Your Soul in Your Hand and Walk, née en 2000 à Gaza, et morte le 16 avril 2025 dans le quartier de Tuffah, tuée avec dix membres de sa famille par un missile israélien sur leur maison[76].
- Inas al-Saqa, femme de lettre et dramaturge, morte à Gaza le 31 octobre 2023, tué avec trois de ses enfants  par une frappe aérienne israélienne[77].
- Sufyan Tayeh, éminent scientifique et président de l'université islamique de Gaza, tué avec sa famille le 2 décembre 2023 dans un bombardement de l’armée israélienne sur Jabaliya. L’université à laquelle il avait consacré sa carrière a aussi été détruite[78].

## Autres faits
La gaze, tissu aérien commercé au Moyen Âge à l'instar de la mousseline (de Mossoul) ou du damas (de Damas), est originaire de Gaza.